# 赵邻几
趙鄰幾（922年—979年），字亚之，郓州须城（今山東泰安市東平縣）人。

## 生平
生于後梁末帝龙德元年，家世业农。少好學，能寫文章，尝作《禹别九州赋》三卷。後周显德二年举进士，官秘书省校书郎。宋太宗時知制诰，未久卒。卒于宋太宗太平兴国四年。

## 家族
有子趙柬之。

## 延伸阅读
[在维基数据编辑]
 《宋史/卷439》，出自脱脱《宋史》